# Peter Briggs (sculpteur)
Pour les articles homonymes, voir Briggs et Peter Briggs (homonymie).
Peter Briggs, né le 17 juillet 1950 à Gillingham, dans le Kent (Royaume-Uni), est un sculpteur et artiste peintre britannique.

## Musées et collections publiques
- Musée national des beaux-arts du Québec, Rieuse, 1991[1]
- Matmut pour les arts